# Bandera de Machala
La bandera de la ciudad de Machala y del cantón Machala está compuesta de tres franjas horizontales de igual anchura; la superior es celeste, la central blanca y la inferior se divide en dos, la izquierda verde y roja la derecha.
• El celeste representa el color del cielo y mar.
• El blanco, la pureza del corazón y la mente de los machaleños y también simboliza la paz.
• La franja de la primera mitad inferior es rojo representa la sangre de los machaleños.
• La franja de la segunda mitad inferior es verde simboliza el verdor de sus campos y la esperanza de sus habitantes de un buen vivir.
El creador del escudo y la bandera de Machala fue Nicolás Muñoz Silva, en 1949, que ganó un concurso realizado por el Municipio de Machala, para elegir sus símbolos cantonales. El 17 de mayo del mismo año, fue expedida la Ordenanza Municipal con la cual se legalizaron los emblemas del cantón.